# Franz Ortner (Journalist)
Franz Ortner (* 2. April 1922 in Götzis, Österreich; † 3. Juni 1988 ebenda) war ein österreichischer Journalist und Chefredakteur der Vorarlberger Nachrichten (1969 bis 1986).

## Leben
1939 absolvierte er die Matura am BG Dornbirn. 1940 meldete sich Ortner als Gebirgsjäger, wurde an die Kriegsschauplätze in Russland geschickt und erlitt 1942 eine schwere Kriegsverletzung an der „Ostfront“ bei Stalingrad.
1943 wurde Ortner Redakteur beim Rundfunk in Graz. 1946 begann er ein Studium der Geschichte und Germanistik in Innsbruck, das er mit einem Doktorat erfolgreich abschloss. 1950 wurde er Redakteur bei Radio Vorarlberg und 1954 Redakteur der Vorarlberger Nachrichten. Von 1969 bis 1986 war Ortner Chefredakteur der Vorarlberger Nachrichten.
Gemeinsam mit Hugo Portisch, Hans Dichand und Otto Schulmeister lancierte Franz Ortner das Rundfunkvolksbegehren (1964) und verstand sich als aktiver Verfechter des Föderalismus. Die Schiffstaufe in Fußach (1964) gilt als Geburtsstunde des österreichischen Föderalismus. Höhepunkt der Föderalismusbestrebungen war die Volksabstimmung „Pro Vorarlberg“ (1980), der 70 % der Bevölkerung ihre Zustimmung gaben. Maßgeblich beteiligte er sich auch an der Unterstützung für den Bau des Arlberg-Straßentunnels (1978) und des Pfändertunnels (1980).
Frühzeitig unterstützte Franz Ortner die Anti-Atomkraftbewegung seit der Großkundgebung gegen das geplante Schweizer AKW Rüthi (1966) und mobilisierte schließlich auch bei der Volksabstimmung über das Kernkraftwerk Zwentendorf (5. November 1978) Atomkraftgegner.
Im Jahr 1973 war Franz Ortner für sein journalistisches Engagement der Berufstitel Professor verliehen worden.
1987 trat sein Sohn Thomas Ortner für zwei Jahre die Nachfolge als Chefredakteur der Vorarlberger Nachrichten an.

## Auszeichnungen
- 1976 Österreichischer Naturschutzpreis
- 1987 Toni-Russ-Preis[1]